# Devrouze
Devrouze é uma comuna francesa na região administrativa de Borgonha-Franco-Condado, no departamento Saône-et-Loire. Estende-se por uma área de 14,47 km². Em 2010 a comuna tinha 314 habitantes (densidade: 21,7 hab./km²).